# Çakırlı, Aybastı
Çakırlı là một xã thuộc huyện Aybastı, tỉnh Ordu, Thổ Nhĩ Kỳ. Dân số thời điểm năm 2010 là 2.196 người.